# I Krajowy Konkurs Awionetek
I Krajowy Konkurs Awionetek – zawody lotnicze rozegrane w Polsce w dniach 6–9 października 1927 roku na lotnisku mokotowskim w Warszawie.

## Informacje ogólne

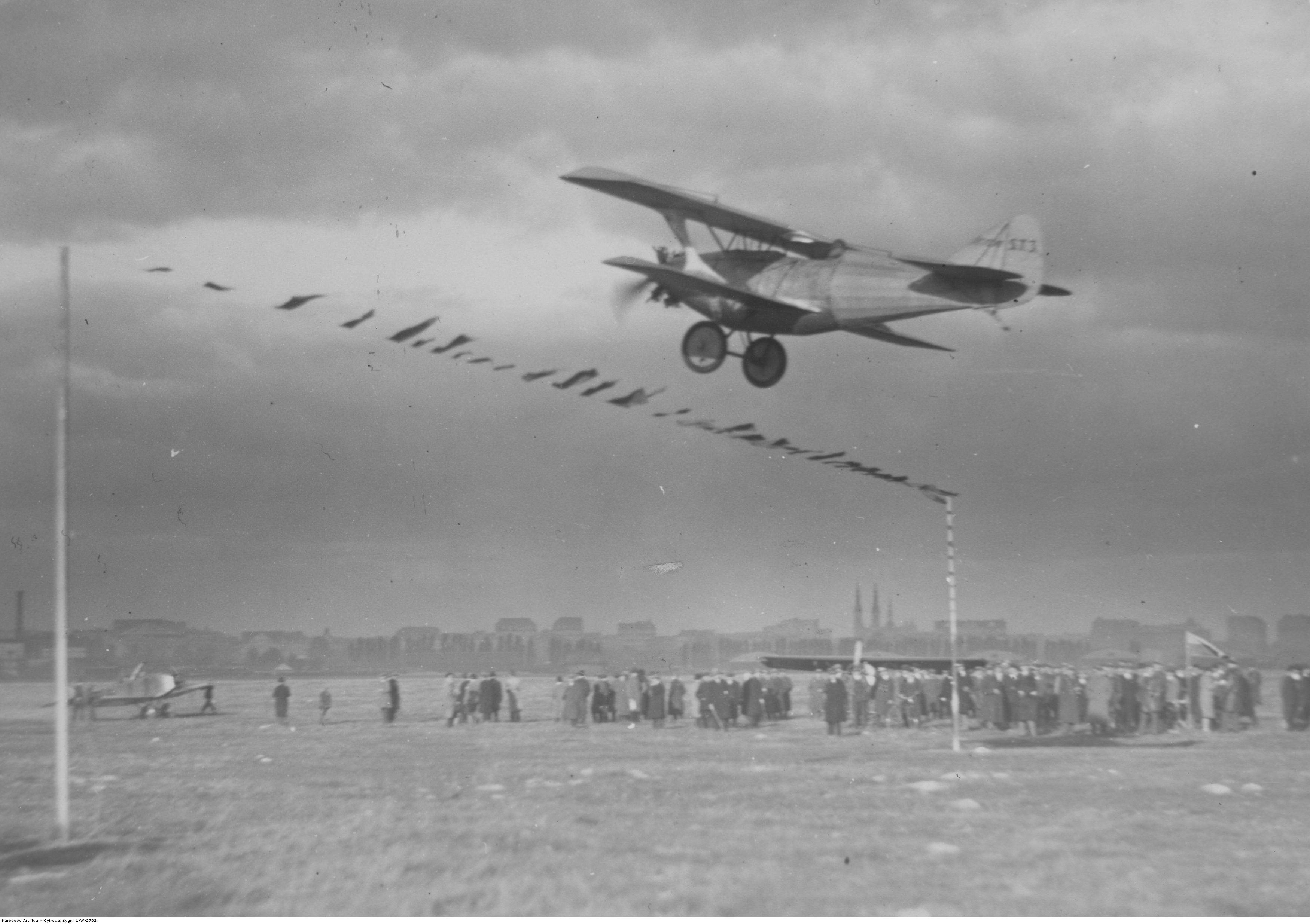
Samolot Skraba ST-3 ląduje na lotnisku mokotowskim podczas I Krajowego Konkursu Awionetek w Warszawie.

I Krajowy Konkurs Awionetek był pierwszym z serii organizowanych w okresie międzywojennym konkursów samolotów lekkich polskiej konstrukcji, łączących elementy zawodów lotniczych ze sprawdzianami poziomu konstrukcji samolotów (podobna idea przyświecała organizowanym dopiero od 1929 roku międzynarodowym zawodom Challenge). Zawody zorganizował Zarząd Główny Ligi Obrony Powietrznej Państwa.
W skład Komisji Sędziowskiej Konkursu wchodzili: prezes Zarz. Gł. Ligi Obrony Powietrznej Państwa Antoni Ponikowski, prof. Czesław Witoszyński, pilot płk Feliks Bołsunowski – przedstawiciel Dep. IV Żeglugi Powietrznej M. S. Wojskowych, inż. Stanisław Płużański, inż. Filipowski oraz pilot mjr Franciszek Wiedena.
W pierwszych zawodach wzięła udział niewielka liczba samolotów, w większości konstrukcji amatorskich lub półamatorskich, gdyż polski przemysł jeszcze nie przystąpił wówczas do produkcji samolotów sportowych i turystycznych. Jedynym samolotem firmowanym przez wytwórnię lotniczą był PWS-3B (ponadto, Skraba ST-3 powstał w Centralnych Warsztatach Lotniczych, a HL-2 z pomocą wytwórni Samolot, lecz były to półamatorskie konstrukcje pracowników tych wytwórni). Dwie konstrukcje: JD-2 i WR-1 powstały w warsztatach Sekcji Lotniczej Koła Mechaników Studentów Politechniki Warszawskiej, a ich twórcy później stworzyli znany zespół konstrukcyjny RWD. Z wyjątkiem JD-2, wszystkie samoloty z biorących udział były zbudowane tylko w pojedynczych egzemplarzach.

## Uczestnicy
Do konkursu przystąpiły następujące awionetki:
1. Samolot sportowy JD-2, konstrukcji Jerzego Drzewieckiego, dwumiejscowy dolnopłat konstrukcji drewnianej – silnik Anzani o mocy nom. 45 KM przy 1250 obr./min. Zbudowany został w warsztatach Sekcji Lotniczej Koła Mechaników Studentów Politechniki Warszawskiej.
2. Samolot sportowy WR-1, konstrukcji studentów Stanisława Wigury i Stanisława Rogalskiego, dwumiejscowy górnopłat konstrukcji drewnianej – silnik Anzani o mocy nom. 45 KM przy 1250 obr./min. Został zbudowany w warsztatach Sekcji Lotniczej Koła Mechaników Studentów Politechniki Warszawskiej.
3. Samolot sportowy PWS-3B, konstrukcji inż. Stanisława Cywińskiego. Był to dwumiejscowy górnopłat konstrukcji drewnianej – silnik Walter NZ-60 o mocy nom. 60 KM przy 1400 obr./min. Zbudowała go i na zawodach firmowała Podlaska Wytwórnia Samolotów mieszcząca się w Białej Podlaskiej. Był to pierwszy samolot sportowy wyprodukowany przez polski przemysł lotniczy.
4. Samolot sportowy WK-1 „Jutrzenka” Komitetu Powiatowego LOPP w Kaliszu amatorskiej konstrukcji Władysława Kozłowskiego i zbudowany przez konstruktora, dwumiejscowy dolnopłat konstrukcji drewnianej – silnik Anzani o mocy nom. 45 KM przy 1250 obr./min. Przy budowie samolotu konstruktorowi pomagali brat Jerzy Kozłowski oraz L. Antonowicz i Józef Grzmilas.
5. Samolot sportowy DKD-III amatorskiej konstrukcji Stanisława Działowskiego, wykonany w warsztatach wojskowych w Krakowie. Był to jednomiejscowy górnopłat konstrukcji mieszanej (kadłub z rur stalowych krytych płótnem, skrzydło drewniane kryte płótnem) – silnik Anzani o mocy nom. 45 KM przy 1450 obr./min.
6. Samolot Skraba ST-3 Warszawskiego Wojewódzkiego Komitetu LOPP, konstrukcji pracownika CWL Bolesława Skraby. Został zbudowany w Centralnych Warsztatach Lotniczych w Warszawie przy pomocy finansowej LOPP. Był to dwumiejscowy samolot sportowy konstrukcji metalowej (pierwsza metalowa konstrukcja samolotowa w Polsce) o układzie dwupłata, napędzany silnikiem Salmson 9.AD o mocy nom. 40 KM przy 2000 obr./min.
Z powodu awarii silnika i przymusowego lądowania w locie z Poznania do Warszawy, na otwarcie konkursu spóźnił się samolot HL-2 Haroldek konstrukcji Józefa Medweckiego, pracownika poznańskiej wytwórni lotniczej „Samolot” (pilot Władysław Szulczewski) i wziął udział w konkursie poza klasyfikacją (podczas prób uzyskał wyniki startu i lądowania nawet nieco lepsze, niż JD-2). Podczas lotu na trasie Warszawa-Dęblin jednak ponownie doznał awarii silnika i skapotował po przymusowym lądowaniu. Na konkurs spóźnił się także samolot WZ-XI Kogutek konstrukcji Władysława Zalewskiego, zbudowany przez niego w jego własnym warsztacie w Milanówku k. Warszawy, wyposażony w silnik WZ-18 o mocy max. 18 KM również jego konstrukcji. Samolot został oblatany dopiero 9 października i jeszcze tego dnia wziął udział w końcówce zawodów, poza konkursem (pilot Zbigniew Babiński).

## Zasady
Konkurs obejmował m.in. próby najwyższej wysokości osiągniętej w czasie 30 minut przez samolot z obciążeniem 170 kg (np. JD-2 – 2200 m), próby jak najkrótszego startu przed bramką oraz lądowania znad bramki (JD-2 – start 110 m, lądowanie 130 m) oraz czas demontażu i montażu samolotu do transportu (JD-2 – 22 min i 19 sekund). Drugą częścią zawodów była próba jak największej prędkości przelotowej na trasie Warszawa-Dęblin i z powrotem, prowadzona 9 października.
Regulamin konkursu wyznaczał zawodnikom następujące zadania (próby):
1. Próba na zużycie paliwa na 100 km z jednoczesnym określeniem największej szybkości płatowców w km/h, która była obliczana na dystansie Warszawa-Dęblin-Warszawa. Awionetkom wolno było lądować w Dęblinie, a czas postoju, który był odliczany, nie mógł trwać dłużej niż 30 minut i powinien być przeznaczony jedynie na drobne naprawy czy też regulacje silnika. Próba ta odbyła się w drugiej części zawodów 9 października.
2. Próba najkrótszego startu który zaczynał się z pod bramki. Wzdłuż trasy rozbiegu co 10 metrów rozstawieni byli obserwatorzy mający za zadanie stwierdzenie w którym punkcie awionetka oderwała się od ziemi.
3. Próba najkrótszego lądowania, która polegała na przelocie nad bramką o wysokości 5 metrów i wylądowaniu od niej w odległości możliwie jak najkrótszej z tym, że dystans od bramki mierzony był do punktu kompletnego zatrzymania się płatowca.
4. Próba najwyższej wysokości osiągniętej w czasie 30 minut. W tym celu każda awionetka została wyposażona w dwa zaplombowane barografy z których po wylądowaniu były odczytywane uzyskane wysokości.
5. Próba szybkości demontażu i montażu polegająca na zdemontowaniu na dany znak skrzydeł samolotu, przejście przez bramkę o szerokości 3 m, wysokości 3,5 m i długości 10 m, następnie zamontowanie skrzydeł i odbycie 5-minutowego lotu. Czas był mierzony od chwili podania sygnału do demontażu do momentu kompletnej gotowości płatowca do startu.
Próby zużycia paliwa i szybkości oraz demontażu i montażu mogły być wykonane tylko jeden raz, próba szybkości wznoszenia dwukrotnie, natomiast próby najkrótszego startu i najkrótszego lądowania trzykrotnie. Oprócz wymienionych prób przeprowadzona została klasyfikacja techniczna gdzie dodatkowe punkty otrzymywały płatowce posiadające spadochron, rozrusznik do silnika czy też urządzenia przeciwpożarowe.
Ostatecznie punkty do klasyfikacji obliczano według wzoru:
{\displaystyle Q+{\frac {g\cdot V}{2M}},}
gdzie:
{\displaystyle Q} – liczba otrzymanych punktów z prób 1 (bez próby szybkości), 2, 3, 4 i 5,
{\displaystyle g} – masa użyteczna w kg,
{\displaystyle V} – średnia prędkość w km/h,
{\displaystyle M} – moc silnika w KM.

## Przebieg i wyniki
W dniu 5 października przed rozpoczęciem konkursu komisja dokonała przeglądu sześciu awionetek, ponieważ większość z nich jako konstrukcje amatorskie czy też półamatorskie nie były poddawane próbom statycznym i nie przechodziły badań I.B.T.L. (Instytut Badań Technicznych Lotnictwa), a więc nie miały świadectwa zdolności do lotu. Po wykonaniu przez nie również próbnych lotów, dopuszczono wszystkie do udziału w zawodach.
Zawody ukończyło 5 samolotów. Zwyciężył pilot Kazimierz Kalina na dolnopłacie JD-2 konstrukcji Jerzego Drzewieckiego (nagroda 5000 zł). Drugie miejsce zajął mjr pil. W. Makowski na dwupłacie PWS-3B, który uzyskał największą prędkość przelotową (nagroda 3000 zł). Na trzecim miejscu uplasował się amatorski samolot Władysława Kozłowskiego, dolnopłat WK-1 Jutrzenka (nagroda 2000 zł). Czwarte miejsce zajął Stanisław Działowski samolotem własnej konstrukcji DKD-III, oblatanym zaledwie dwa dni przed konkursem, który uzyskał najlepsze wyniki w próbach startu, lądowania, wysokości i szybkości demontażu, ale musiał przymusowo lądować na trasie Warszawa-Dęblin z powodu awarii iskrownika, co pogorszyło jego wyniki (1500 zł). Ostatnie piąte miejsce zajął samolot Skraba ST-3 Bolesława Skraby, jako jedyny o metalowej konstrukcji. Zawodów nie ukończył samolot WR-1 konstrukcji Stanisława Wigury i Stanisława Rogalskiego (nr rej. P-PSL8), pilotowany przez Stanisława Rogalskiego, który lądował przymusowo 9 października wskutek awarii silnika, uszkadzając płat.
I Krajowy Konkurs Awionetek wzbudził wielkie zainteresowanie w kręgach lotniczych zarówno oficjalnych, jak i przedstawicieli nauki szkół wyższych i zawodowych oraz przemysłu lotniczego. Był on nie tylko konkursem sportowym, ale także przeglądem płatowców polskiej konstrukcji zbudowanych w Polsce.

## Wyniki
1. JD-2 (nr fabr. SL-6), rej. P-PSLA, pilot Kazimierz Kalina (konstruktor Jerzy Drzewiecki)[6]
2. PWS-3B, rej. P-PWSS, mjr pil. Wacław Makowski[1]
3. WK-1 Jutrzenka, pilot S. Czyżewski (konstruktor Władysław Kozłowski)[7]
4. DKD-III, rej. P-PAWD, pilot i konstruktor Stanisław Działowski[8]
5. Skraba ST-3, pilot i konstruktor Bolesław Skraba[9]

Kolejny II Krajowy Konkurs Awionetek rozegrano w 1928 roku.